# گرین‌اکرز (فلوریدا)
گرین‌اکرز (به انگلیسی: Greenacres) شهری در شهرستان پام بیچ ایالت فلوریدا است که در سال ۱۹۲۶ بنیان‌گذاری شده‌است. این شهر طبق سرشماری سال ۲۰۱۰ میلادی، ۳۷٬۵۷۳ نفر جمعیت داشته و مساحت آن نیز ۱۲٫۱ کیلومتر مربع است.